# Łzawnikowce
Łzawnikowce (Dacrymycetales Henn.) – rząd grzybów z typu podstawczaków (Basidiomycota).

## Systematyka
Pozycja w klasyfikacji według Index Fungorum: Dacrymycetales, Incertae sedis, Dacrymycetes, Agaricomycotina, Basidiomycota, Fungi.
Według aktualizowanej klasyfikacji Index Fungorum bazującej na Dictionary of the Fungi do rzędu tego należą 2 rodziny:
- Cerinomycetaceae Jülich 1982
- Dacrymycetaceae J. Schröt. 1888 – łzawnikowate[2].